# كلية الجبيل الجامعية
كلية الجبيل الجامعية تأسست في العام 2006، وهي بإدارة الهيئة الملكية للجبيل وينبع، تأسست لتحقيق أهداف الهيئة الملكية في تطوير الموارد البشرية، وتوفير التعليم العالي والتدريب للقوى العاملة السعودية ليتمكنوا من إدارة اقتصاد المملكة العربية السعودية المتنامي بشكل صحيح في القطاعات المختلفة.

## الرسالة
تتمثل رسالة كلية الجبيل الجامعية في تحقيق الأهداف التالية:
- المساهمة في استقرار المجتمع المحلي في مدينة الجبيل الصناعية وجذب المواطنين السعوديين المؤهلين للعمل في مشروعات المدينة وإدارتها.
- توفير قوى عاملة سعودية مدربة بشكل جيد ومؤهلة للوفاء بمتطلبات مشروعات التطوير الصناعي والاستثمار في مدينة الجبيل الصناعية.
- تحقيق مستوى متميز من الأداء في مجال التعليم التطبيقي لإعداد مهنيين يستطيعون مواكبة التطورات التكنولوجية العالمية واستخدامها.
- تنفيذ الأبحاث التطبيقية ذات الصلة بالمشروعات المرتبطة بتوطين التقنية وتطويرها ولحل المشكلات المتعلقة بها في القطاعات الاقتصادية المختلفة.
- توفير الفرص للأعداد المتزايدة من خريجي المدارس الثانوية (بنين وبنات) للحصول على التعليم العالي والتدريب لتحقيق طموحاتهم المستقبلية.
- توفير خدمة المجتمع من خلال التدريب والتعليم.

## البرامج الإرشادية التعليمي
توفير برامج تتكون من سنة تحضيرية واحدة وأربع سنوات تخصصية لازمة للحصول على درجة البكالوريوس للذين يحملون شهادات الدراسة الثانوية العامة في المجالات الفنية والإدارية، وبما يتماشى مع احتياجات القوى العاملة لاقتصاد المملكة العربية السعودية المتنامي. وتمتد السنة الدراسية في كلية الجبيل الجامعية من شهر سبتمبر إلى شهر يونيو، وتتألف من فصلين دراسيين، مدة كل منهما (15) أسبوعاً. ويمكن جدولة الفصل الدراسي الصيفي.

## برامج الدراسة
- تتضمن برامج درجة البكالوريوس التدريب التعاوني في السنة النهائية.
- تتضمن برامج درجة الدبلوم خطط الدرجة المتخصصة من أربع سنوات باستثناء السنة التحضيرية.
- يقوم المنهج الدراسي على أساس الفصول الدراسية ويستخدم نظام الساعات المعتمدة.
- لغة التدريس هي اللغة الإنجليزية باستثناء مواد التربية الإسلامية، والتربية الرياضية، واللغة العربية، ومهارات الدراسة.

## الأقسام الأكاديمية الحالية
- قسم الدراسات العامة.
- قسم اللغة الإنجليزية.
- قسم الهندسة الميكانيكية.
- قسم الهندسة المدنية.
- قسم الحاسب الآلي وتقنية المعلومات.
- قسم إدارة الأعمال.
- قسم نظم المعلومات الإدارية
- قسم التصميم الداخلي
- قسم المحاسبة
- قسم إدارة سلاسل الإمداد و الخدمات اللوجستية

## درجات البكالوريوس التي تمنحها الكلية حالياً
- درجة البكالوريوس في العلوم، تخصص نظم المعلومات الإدارية.
- درجة البكالوريوس في الآداب، تخصص لغة إنجليزية(للبنات فقط).
- درجة البكالوريوس في العلوم، تخصص الهندسة الميكانيكية التطبيقية (للبنين فقط).
- درجة البكالوريوس في العلوم، تخصص الهندسة المدنية التطبيقية (للبنين فقط).
- درجة البكالوريوس في العلوم، تخصص التصميم الداخلي (للبنات فقط).
- درجة البكالوريوس في العلوم، تخصص علوم الحاسب الآلي.
- درجة البكالوريوس في العلوم، تخصص إدارة الأعمال.
- درجة البكالوريوس في العلوم، تخصص المحاسبة.
- درجة البكالوريوس في إدارة سلاسل الإمداد والخدمات اللوجستية

## الموقع المؤقت
تقع كلية الجبيل الجامعية جنوب مدينة الجبيل الصناعية التي تبعد مسافة 79 كيلومتراً شمال مدينة الدمام على الخليج العربي. وتتميز بالمساحات الخضراء الواسعة المحيطة بها. وتلتزم كلية الجبيل الجامعية بتزويد المواطنين السعوديين بالمهارات الأكاديمية اللازمة للقطاعات الصناعية والقطاعات الاقتصادية الأخرى التي تخدمها. وللوفاء بهذه المسؤولية، تم تزويد الكلية بوسائل التدريس الحديثة مثل الحاسب الآلي.

## المقر الجديد
بدأت الهيئة الملكية بالجبيل إنشاء المقر الجديد لمباني الكلية الجامعية بنين وبنات في حي المطرفية بالجبيل الصناعية، وقالت الهيئة الملكية: لقد خصصت مساحة تقدر بحوالي (2) مليون متر مربع للكلية ومن المتوقع الانتهاء من مرحلته الأولى نهاية عام 2019م.
وأوضحت الهيئة أن طاقة الكلية الاستيعابية تصل إلى 18 ألف طالب وطالبة بعد اكتمال جميع مراحل تنفيذ المقر الجديد إضافةً إلى سكن الطلاب والطالبات وأعضاء هيئة التدريس والمرافق الصحية والترفيهية.
وأشارت إلى أن الإنشاءات بدأت وتم استخدام أكبر عملية صب خرسانة في قواعد المشروع استمرت 14 ساعة.
وأبانت أنه يوجد حاليا في قطاع الكليات والمعاهد عدد من التخصصات منها الهندسة الكيميائية والمختبرات الصناعية، الهندسة الميكانيكية والتصنيع، هندسة القوى الكهربائية والإلكترونية، والآلات الدقيقة، والهندسة المدنية، وهندسة البوليمرات، وهندسة الفحوص اللاإتلاقية وتقييمها وإدارة الأعمال، محاسبة، تسويق، إدارة مكاتب وكذلك المهارات المهنية من معهد الجبيل التقني.
1. ↑  GRID Release 2017-05-22 (ط. 2017-05-22)، 22 مايو 2017، DOI:10.6084/M9.FIGSHARE.5032286، QID:Q30141628
2. ↑  "التسجيل الموحد". www.ucj.edu.sa. مؤرشف من الأصل في 2018-09-26. اطلع عليه بتاريخ 2017-08-18.
3. ↑  اليوم : إنشاء مقر جديد لكلية الجبيل الجامعية يستوعب 18 ألف طالب وطالبة نسخة محفوظة 24 يونيو 2017 على موقع واي باك مشين.